# Denver (Iowa)
Denver è una città degli Stati Uniti d'America, situata nello Stato dell'Iowa, nella contea di Bremer.